# Horst Männchen

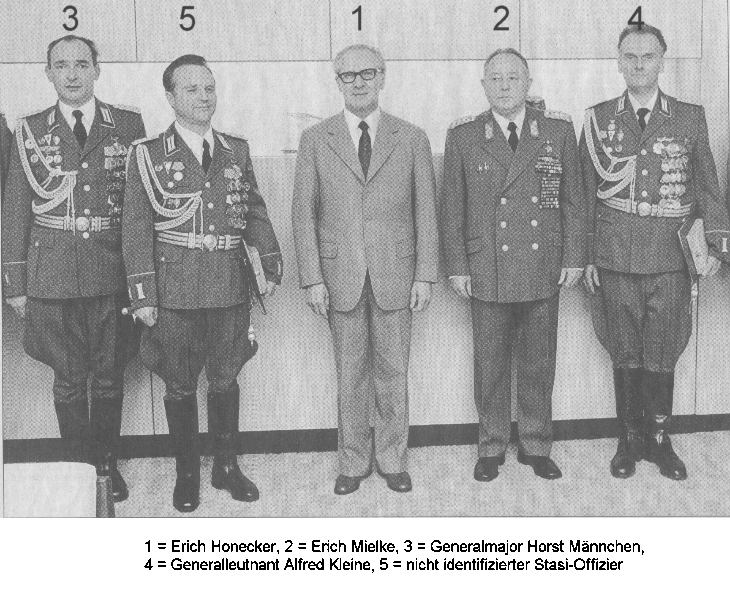
Horst Männchen (3, erster von links) mit Erich Honecker (1), Erich Mielke (2) und Alfred Kleine (4).

Horst Männchen (* 3. Juni 1935 in Berggießhübel; † 12. Januar 2008 in Berlin) war Leiter der Hauptabteilung III (Funkaufklärung/Funkabwehr) im Ministerium für Staatssicherheit (MfS).

## Leben
Männchen war Sohn eines Eisenformers und einer Chemielaborantin. Unmittelbar nach dem Abitur kam er 1953 zum MfS und war dort zunächst in der Abteilung V (Staatsapparat, Kultur, Kirchen, Untergrund) der Bezirksverwaltung Dresden tätig. Nach dem Besuch eines Funkerlehrganges wurde er 1954 zur Hauptabteilung S (Funk) nach Berlin versetzt. Im selben Jahr trat er der SED bei. Von 1960 bis 1965 absolvierte er ein Fernstudium an der Ingenieurschule Berlin-Lichtenberg und in Mittweida, welches er als Ingenieur für Hochfrequenztechnik abschloss. Aus disziplinarischen Gründen (schuldhafte Verursachung eines Verkehrsunfalls unter Alkoholeinfluss) wurde Männchen 1961 aus dem MfS entlassen, arbeitete jedoch bis zu seiner Wiedereinstellung 1963 inoffiziell für das MfS weiter. Ab 1963 war er für die Abteilung VIII (Funkaufklärung) der Hauptverwaltung A des MfS tätig. 1965 wurde er zum Büro der Leitung II (Unterstützung DKP/SEW) versetzt. Ein 1966 begonnenes Fernstudium an der Hochschule des Ministeriums für Staatssicherheit (JHS) schloss er 1968 als Diplom-Jurist ab. Zugleich gehörte er ab 1966 dem Operativstab beim 1. Stellvertreter des Ministers (für Staatssicherheit) an. 1971 übernahm er die Leitung des Bereichs III (Funkaufklärung) beim 1. Stellvertreter, die spätere (Haupt-)Abteilung III. 1974 promovierte Männchen an der JHS Potsdam zum Dr. jur. mit der Dissertation „Probleme des Einsatzes spezifischer technisch-physikalischer Mittel und Methoden durch das MfS bei der Abwehr und Aufklärung des ‚elektronischen Kampfes‘ in der Klassenauseinandersetzung zwischen Imperialismus und Sozialismus“. In der Arbeit wurden Möglichkeiten des Abhörens des „Feindes“ durch Richtfunkstrecken in der DDR behandelt.
Fünf Jahre später, 1979, wurde Männchen zum Generalmajor ernannt. Nach dem Fall der Mauer wurde er im Dezember 1989 erst von seiner Funktion entbunden und einen Monat später entlassen. Unmittelbar nach dem Ende der DDR hatte sich Männchen dem Verfassungsschutz umfassend offenbart und dabei auch Quellen enttarnt. Er wurde V-Person des Verfassungsschutzes und ließ sich auftragsgemäß vom KGB umwerben.
Interviewt wird er in dem Dokumentarfilm Das Ministerium für Staatssicherheit – Alltag einer Behörde gemeinsam mit acht anderen ehemaligen Mitarbeitern des MfS.
Bis zu seinem Tod lebte Männchen als Rentner in Berlin.